# Bolari, Shahpur
Bolari là một làng thuộc tehsil Shahpur, huyện Gulbarga, bang Karnataka, Ấn Độ.